# إقليم ماشونالاند الغربية
إقليم ماشونالاند الغربية هو أقليم في زيمبابوي، عاصمته تشينهوي، تبلغ مساحته 57,441.0 كيلومتر مربع.

## الموقع
يشترك في الحدود مع:
- مقاطعة ماشونالاند الوسطى
- إقليم ميدلاندس
- إقليم ماشونالاند الشرقية
- إقليم ماتابيليلاند الشمالية.